# Nati nel 1990/Marzo
| Questa pagina contiene informazioni ricavate automaticamente dalle voci biografiche con l'ausilio del template Bio e di un bot. L'aggiornamento è periodico e automatico e ricostruisce completamente la pagina. Se manca una persona in questa lista, sei pregato di non aggiungerla, ma accertati piuttosto che la sua voce biografica contenga il template Bio e che i dati anagrafici siano correttamente compilati. Se il template Bio manca, inseriscilo tu stesso o, in alternativa, metti l'avviso {{tmp\|Bio}} che ne segnala la mancanza. Se i dati riportati sono sbagliati, correggi direttamente la voce biografica; le modifiche saranno visibili in questa lista entro pochi giorni. Per chiarimenti vedi il progetto biografie. La lista contiene solo le 624 persone che sono citate nell'enciclopedia e per le quali è stato implementato correttamente il template Bio. Pagina aggiornata al 18 lug 2025. |

- 1º marzo - Qandeel Baloch, attrice, modella e blogger pakistana († 2016)
- 1º marzo - Benjamin Boulenger, calciatore francese
- 1º marzo - Franco Paese, pallavolista brasiliano
- 1º marzo - Jessica Cecchini, modella italiana
- 1º marzo - Rosalba Cimino, politica italiana
- 1º marzo - Alexandru Ciucur, ex calciatore rumeno
- 1º marzo - Andries Coetzee, rugbista a 15 sudafricano
- 1º marzo - Krystle D'Souza, attrice indiana
- 1º marzo - Marco Del Lungo, pallanuotista italiano
- 1º marzo - Harry Eden, attore britannico
- 1º marzo - Tadas Eliošius, calciatore lituano
- 1º marzo - Carlos Garcés, calciatore ecuadoriano
- 1º marzo - Anes Haurdić, ex calciatore bosniaco
- 1º marzo - Li Runming, pallavolista cinese
- 1º marzo - James Lomas, ballerino e attore britannico
- 1º marzo - Lucas Sasha, calciatore brasiliano
- 1º marzo - Loic Mabanza, ballerino, attore e modello francese
- 1º marzo - Eric Mathoho, ex calciatore sudafricano
- 1º marzo - Ronald Nored, ex cestista e allenatore di pallacanestro statunitense
- 1º marzo - Bruno Peres, calciatore brasiliano
- 1º marzo - Melissa Reese, compositrice e tastierista statunitense
- 1º marzo - Brendan Robinson, attore statunitense
- 1º marzo - Valentinos Sielīs, ex calciatore cipriota
- 1º marzo - Serita Solomon, ostacolista britannica
- 1º marzo - Zhang Nan, giocatore di badminton cinese
- 2 marzo - Luis Advíncula, calciatore peruviano
- 2 marzo - Najib Al-Haddad, calciatore yemenita
- 2 marzo - Rauno Alliku, calciatore estone
- 2 marzo - Soufian Benyamina, calciatore tedesco
- 2 marzo - Malcolm Butler, ex giocatore di football americano statunitense
- 2 marzo - Guilherme de Aguiar Camacho, calciatore brasiliano
- 2 marzo - Luke Combs, cantante statunitense
- 2 marzo - Leon Črnčič, calciatore sloveno
- 2 marzo - Andrea Giampaoli, cestista italiano
- 2 marzo - Jeremy Green, ex cestista statunitense
- 2 marzo - Petre Ivanovici, calciatore rumeno
- 2 marzo - Lee Hong-ki, cantante e attore sudcoreano
- 2 marzo - Nicolás López Macri, ex calciatore argentino
- 2 marzo - Iván Martínez, cestista spagnolo
- 2 marzo - Mot, rapper russo
- 2 marzo - Predrag Ranđelović, ex calciatore serbo
- 2 marzo - Marc Rzatkowski, calciatore tedesco
- 2 marzo - Jérôme Sanchez, cestista francese
- 2 marzo - Tiger Shroff, attore indiano
- 3 marzo - Cosme Anvene, calciatore equatoguineano
- 3 marzo - Thomas Becker, canoista tedesco
- 3 marzo - Monika Borzym, cantante polacca
- 3 marzo - Diletta Crespi, ex calciatrice e ex giocatrice di calcio a 5 italiana
- 3 marzo - Olek Czyż, ex cestista polacco
- 3 marzo - Kevin Eckel, ex giocatore di football americano statunitense
- 3 marzo - Cornel Fredericks, ostacolista sudafricano
- 3 marzo - Alexina Graham, supermodella inglese
- 3 marzo - Sarah Kim Gries, attrice tedesca
- 3 marzo - Cristina Guarda, politica italiana
- 3 marzo - Mohammad Hussein, cestista giordano
- 3 marzo - Vladimir Janković, cestista serbo
- 3 marzo - Kid Galahad, pugile britannico
- 3 marzo - Jakub Kudláček, ex cestista ceco
- 3 marzo - Grégoire Marche, giocatore di squash francese
- 3 marzo - María Ntánou, fondista greca
- 3 marzo - Giulia Pagano, calciatrice italiana
- 3 marzo - Anfisa Počkalova, schermitrice ucraina
- 3 marzo - Celina Ree, cantante danese
- 3 marzo - Emmanuel Rivière, ex calciatore francese
- 3 marzo - Christopher Routis, ex calciatore francese
- 3 marzo - Errol Spence, pugile statunitense
- 4 marzo - Enrico Barbin, ex ciclista su strada italiano
- 4 marzo - Andrea Bowen, attrice statunitense
- 4 marzo - Lilli Cooper, attrice e cantante statunitense
- 4 marzo - Steven Deana, calciatore svizzero
- 4 marzo - Cosmina Dușa, calciatrice rumena
- 4 marzo - Bianca Erwee, ex multiplista sudafricana
- 4 marzo - Federico Gilmozzi, ex hockeista su ghiaccio italiano
- 4 marzo - Draymond Green, cestista statunitense
- 4 marzo - Christian Kukuk, cavallerizza tedesco
- 4 marzo - Li Jinzi, pugile cinese
- 4 marzo - Paddy Madden, calciatore irlandese
- 4 marzo - Fran Mérida, ex calciatore spagnolo
- 4 marzo - Maximiliano Oliva, ex calciatore argentino
- 4 marzo - Rodrigo Pastorini, calciatore uruguaiano
- 4 marzo - Georgi Pašov, calciatore bulgaro
- 4 marzo - Sebastián Píriz, calciatore uruguaiano
- 4 marzo - Jack Wetney, calciatore e giocatore di calcio a 5 salomonese
- 4 marzo - Stefania Zanoletti, calciatrice italiana
- 4 marzo - Renat Šakirov, giocatore di calcio a 5 russo
- 5 marzo - Alana Blanchard, surfista statunitense
- 5 marzo - Larry Drew, ex cestista statunitense
- 5 marzo - Danny Drinkwater, ex calciatore inglese
- 5 marzo - Édgar Garibay, cestista messicano
- 5 marzo - Edoardo Gori, ex rugbista a 15 italiano
- 5 marzo - Courtney Hurt, cestista statunitense
- 5 marzo - Dani Jiménez, calciatore spagnolo
- 5 marzo - Dion Jordan, giocatore di football americano statunitense
- 5 marzo - Chris Klute, ex calciatore statunitense
- 5 marzo - Matthias Kyburz, orientista svizzero
- 5 marzo - Germán Mera, calciatore colombiano
- 5 marzo - Kunle Odunlami, ex calciatore nigeriano
- 5 marzo - Katrin Ofner, sciatrice freestyle austriaca
- 5 marzo - Ángelo Padilla, ex calciatore guatemalteco
- 5 marzo - Touch Pancharong, calciatore cambogiano
- 5 marzo - Mason Plumlee, cestista statunitense
- 5 marzo - Pallavi Sharda, attrice australiana
- 5 marzo - Alex Smithies, ex calciatore inglese
- 5 marzo - Daniel Sorensen, giocatore di football americano statunitense
- 5 marzo - Vanessa Spínola, multiplista brasiliana
- 5 marzo - Léa Sprunger, ex ostacolista, velocista e multiplista svizzera
- 5 marzo - İlham Tanui Özbilen, mezzofondista keniota
- 5 marzo - Jacek Tomczak, scacchista polacco
- 5 marzo - Marco Ureña, calciatore costaricano
- 5 marzo - Javinger Vargas, cestista venezuelano
- 5 marzo - Beatrice Venezi, direttrice d'orchestra e pianista italiana
- 5 marzo - Gianfranco Zilioli, ex ciclista su strada italiano
- 6 marzo - Solomon Asante, calciatore burkinabé
- 6 marzo - Hiwot Ayalew, siepista, mezzofondista e maratoneta etiope
- 6 marzo - Ryan Bennett, ex calciatore inglese
- 6 marzo - Lucas Bossio, calciatore argentino
- 6 marzo - Derek Drouin, altista canadese
- 6 marzo - Amadeu Fernandes, giocatore di calcio a 5 brasiliano
- 6 marzo - Jonas Fravi, ex sciatore alpino svizzero
- 6 marzo - Esti Ginzburg, modella e attrice israeliana
- 6 marzo - Nicklas Højlund, ex calciatore danese
- 6 marzo - Vittorio Iacovacci, militare italiano († 2021)
- 6 marzo - Clara Lago, attrice spagnola
- 6 marzo - AJ Leitch-Smith, calciatore inglese
- 6 marzo - Kevin Murphy, cestista statunitense
- 6 marzo - Andrew Musgrave, fondista britannico
- 6 marzo - Alfred N'Diaye, calciatore francese
- 6 marzo - Nikola Peković, pallavolista serbo
- 6 marzo - Patricia Rodríguez, modella spagnola
- 6 marzo - Jesper Svensson, ex calciatore svedese
- 6 marzo - Elston Turner, ex cestista statunitense
- 6 marzo - Roman Valeš, calciatore ceco
- 6 marzo - Eric Wellwood, allenatore di hockey su ghiaccio e ex hockeista su ghiaccio canadese
- 6 marzo - Tomáš Wágner, calciatore ceco
- 6 marzo - Đuro Zec, calciatore serbo
- 7 marzo - Omri Ben Harush, calciatore israeliano
- 7 marzo - Choi Jong-hoon, musicista e attore sudcoreano
- 7 marzo - Artur Eršov, pistard e ciclista su strada russo
- 7 marzo - Charlotte Gilmartin, pattinatrice di short track britannica
- 7 marzo - Abigail e Brittany Hensel, statunitense
- 7 marzo - Tay Jardine, cantante statunitense
- 7 marzo - Jeong Dong-ho, calciatore sudcoreano
- 7 marzo - Antonio Martínez Felipe, ex calciatore spagnolo
- 7 marzo - Leuterīs Matsoukas, calciatore greco
- 7 marzo - Drew Nowak, giocatore di football americano statunitense
- 7 marzo - Gary Noël, ex calciatore inglese
- 7 marzo - Ryō Okui, calciatore giapponese
- 7 marzo - Bryson Pope, cestista francese
- 7 marzo - Joshiko Saibou, cestista tedesco
- 7 marzo - Isa bin Salman Al Khalifa, nobile bahreinita
- 7 marzo - Danielle Scott, sciatrice freestyle australiana
- 7 marzo - Facundo Sánchez, calciatore argentino
- 7 marzo - Tornik'e Tarkhnishvili, ex calciatore georgiano
- 7 marzo - Terrico White, cestista statunitense
- 7 marzo - Jeff Withey, cestista statunitense
- 8 marzo - Yvonne Anderson, cestista statunitense
- 8 marzo - Božidar Avramov, cestista bulgaro
- 8 marzo - Luke Brattan, calciatore australiano
- 8 marzo - Rémy Cabella, calciatore francese
- 8 marzo - Bruno Collaço, calciatore brasiliano
- 8 marzo - Sanders Commings, giocatore di football americano statunitense
- 8 marzo - Kristinia DeBarge, cantautrice statunitense
- 8 marzo - JC Gonzalez, attore e cantante colombiano
- 8 marzo - Dwayne Gratz, ex giocatore di football americano statunitense
- 8 marzo - Asier Illarramendi, calciatore spagnolo
- 8 marzo - Petra Kvitová, tennista ceca
- 8 marzo - Liu Jing, ex nuotatrice cinese
- 8 marzo - Toshiki Masuda, attore, doppiatore e cantante giapponese
- 8 marzo - Thierno Niang, cestista senegalese
- 8 marzo - Dever Orgill, calciatore giamaicano
- 8 marzo - Gaia Palma, canottiera italiana
- 8 marzo - Alina Pätz, giocatrice di curling svizzera
- 8 marzo - Pietro Terracciano, calciatore italiano
- 8 marzo - Lykourgos-Stefanos Tsakonas, velocista greco
- 8 marzo - Édison Vega, calciatore ecuadoriano
- 8 marzo - Furtuna Velaj, calciatrice albanese
- 8 marzo - Kevin Zeitler, giocatore di football americano statunitense
- 9 marzo - Daley Blind, calciatore olandese
- 9 marzo - Tomislav Brkić, tennista bosniaco
- 9 marzo - Felix Burmeister, ex calciatore tedesco
- 9 marzo - Bendik Bye, calciatore norvegese
- 9 marzo - Giuseppe Cristiano, attore italiano
- 9 marzo - James Ellisor, cestista statunitense
- 9 marzo - Milos Ganz, hockeista su ghiaccio italiano
- 9 marzo - Dantago Gurirab, velocista namibiano
- 9 marzo - Abdullah Hammoud, politico statunitense
- 9 marzo - Lukáš Hejda, calciatore ceco
- 9 marzo - Adriatik Hoxha, pesista albanese
- 9 marzo - Nicolas Höfler, calciatore tedesco
- 9 marzo - Bilel Ifa, calciatore tunisino
- 9 marzo - YG, rapper e attore statunitense
- 9 marzo - Tatsuki Machida, ex pattinatore artistico su ghiaccio giapponese
- 9 marzo - Aras Özbiliz, ex calciatore olandese
- 9 marzo - Mateusz Prus, ex calciatore polacco
- 9 marzo - Lukáš Třešňák, calciatore ceco
- 9 marzo - Kevin Wolze, allenatore di calcio e ex calciatore tedesco
- 10 marzo - Mike Adams, giocatore di football americano statunitense
- 10 marzo - Christian Bernardi, calciatore argentino
- 10 marzo - Inna Deriglazova, schermitrice russa
- 10 marzo - Carles Grau, hockeista su pista spagnolo
- 10 marzo - Calle Lindh, ex sciatore alpino svedese
- 10 marzo - Ryan Nassib, giocatore di football americano statunitense
- 10 marzo - Luke Rowe, ex ciclista su strada e ex pistard britannico
- 10 marzo - Léo Mineiro, ex calciatore brasiliano
- 10 marzo - Anna Sorokina, ex sciatrice alpina russa
- 10 marzo - Alameda Ta'amu, ex giocatore di football americano statunitense
- 10 marzo - Tina Trebec, cestista slovena
- 10 marzo - Stefanie Vögele, ex tennista svizzera
- 11 marzo - Simo Atanacković, cestista sloveno
- 11 marzo - Elvis Chipezeze, calciatore zimbabwese
- 11 marzo - Edwige Gwend, judoka italiana
- 11 marzo - Jim Härtull, ex combinatista nordico finlandese
- 11 marzo - Viðar Örn Kjartansson, calciatore islandese
- 11 marzo - Thomas König, ex sciatore alpino austriaco
- 11 marzo - Reiley McClendon, attore statunitense
- 11 marzo - Ayumi Morita, ex tennista giapponese
- 11 marzo - Yannick N'Djeng, ex calciatore camerunese
- 11 marzo - Khatry Abdallahi Ould Khourou, calciatore mauritano
- 11 marzo - Leston Paul, calciatore trinidadiano
- 11 marzo - Aroha Savage, rugbista a 15 neozelandese
- 11 marzo - Stefan Silva, calciatore svedese
- 11 marzo - Rodney Smith, giocatore di football americano statunitense
- 12 marzo - Renzo Cairus, giocatore di beach volley uruguaiano
- 12 marzo - Livio Cori, rapper e attore italiano
- 12 marzo - Bernardo Frizoni, calciatore brasiliano
- 12 marzo - Will Hanley, ex cestista statunitense
- 12 marzo - Dont'a Hightower, ex giocatore di football americano statunitense
- 12 marzo - Marvin Jones, giocatore di football americano statunitense
- 12 marzo - Irakli Kvekveskiri, calciatore georgiano
- 12 marzo - Josh Kaddu, giocatore di football americano statunitense
- 12 marzo - El Mehdi Karnas, calciatore marocchino
- 12 marzo - Dawid Kubacki, saltatore con gli sci polacco
- 12 marzo - Laura Laprida, attrice, modella e radiologa argentina
- 12 marzo - Alice Longo, ex fondista italiana
- 12 marzo - Kim Mestdagh, cestista belga
- 12 marzo - Ilija Nestorovski, calciatore macedone
- 12 marzo - Milena Knežević, pallamanista montenegrina
- 12 marzo - Kai-Fabian Schulz, calciatore tedesco
- 12 marzo - Mikko Sumusalo, calciatore finlandese
- 12 marzo - Ruggero Trevisan, ex rugbista a 15 italiano
- 12 marzo - Houcine Zidoune, ex calciatore marocchino
- 13 marzo - Anicet Andrianantenaina, ex calciatore malgascio
- 13 marzo - Frederik Backaert, ex ciclista su strada belga
- 13 marzo - Laura Berlin, attrice e modella tedesca
- 13 marzo - Pedro Chourio, cestista venezuelano
- 13 marzo - Emory Cohen, attore statunitense
- 13 marzo - Marcell Dareus, giocatore di football americano statunitense
- 13 marzo - Sebastian Eisenlauer, fondista tedesco
- 13 marzo - Stéphane Faatiarau, calciatore francese
- 13 marzo - Asley González, judoka cubano
- 13 marzo - Raul Guilherme Martins, ex calciatore brasiliano
- 13 marzo - Vincent Koch, rugbista a 15 sudafricano
- 13 marzo - Đorđe Majstorović, cestista serbo
- 13 marzo - Alen Mordej, allenatore di calcio a 5 e giocatore di calcio a 5 sloveno
- 13 marzo - Răzvan Ochiroșii, calciatore rumeno
- 13 marzo - Antoine Valois-Fortier, judoka canadese
- 13 marzo - Anne Zagré, ostacolista belga
- 14 marzo - Hamideh Abbasali, karateka iraniana
- 14 marzo - Danny Agbelese, cestista statunitense
- 14 marzo - Yousef Al-Rawashdeh, calciatore giordano
- 14 marzo - Ruben Aleksanyan, sollevatore armeno
- 14 marzo - Joe Allen, calciatore gallese
- 14 marzo - Nemanja Arnautović, ex cestista serbo
- 14 marzo - Sasha Clements, attrice canadese
- 14 marzo - Jolien D'Hoore, dirigente sportiva, ex ciclista su strada e ex pistard belga
- 14 marzo - Asion Daja, calciatore albanese
- 14 marzo - Thali García, attrice messicana
- 14 marzo - Vegar Gjermundstad, calciatore norvegese
- 14 marzo - Tamás Kádár, calciatore ungherese
- 14 marzo - Marats Kasems, giornalista lettone
- 14 marzo - Jonathan Kuck, pattinatore di velocità su ghiaccio statunitense
- 14 marzo - Haru Kuroki, attrice e doppiatrice giapponese
- 14 marzo - Oleksandr Kuščev, cestista ucraino
- 14 marzo - Neuton, ex calciatore brasiliano
- 14 marzo - Oksana Okunjeva, altista ucraina
- 14 marzo - Kolbeinn Sigþórsson, ex calciatore islandese
- 14 marzo - Marcos Fabián Sánchez, calciatore argentino
- 14 marzo - Mönkhbatyn Urantsetseg, judoka mongola
- 14 marzo - Magdalena Wawrzyniak, ex pallavolista polacca
- 14 marzo - Willy Workman, cestista statunitense
- 15 marzo - Bekzod Abdurakhmonov, lottatore e artista marziale misto uzbeko
- 15 marzo - Nick Ahmed, giocatore di baseball statunitense
- 15 marzo - Ljubov' Aksënova, attrice russa
- 15 marzo - Oleksij Babyr, calciatore ucraino
- 15 marzo - Lauren Barfield, pallavolista statunitense
- 15 marzo - Kyle Caldwell, ex pallavolista statunitense
- 15 marzo - JD McDonagh, wrestler irlandese
- 15 marzo - Ahmed El Mazoury, mezzofondista italiano
- 15 marzo - Youssef Gaddour, ex cestista tunisino
- 15 marzo - Norayr Gyozalyan, ex calciatore armeno
- 15 marzo - Miguel Ibarra Andrade, calciatore statunitense
- 15 marzo - Henrik Leek, giocatore di curling svedese
- 15 marzo - Róbert Litauszki, calciatore ungherese
- 15 marzo - Keshawn Martin, giocatore di football americano statunitense
- 15 marzo - Patricia Martínez Augusto, calciatrice spagnola
- 15 marzo - Mamoutou N'Diaye, calciatore maliano
- 15 marzo - Mauricio Pereyra, calciatore uruguaiano
- 15 marzo - Mihai Plătică, calciatore moldavo
- 15 marzo - DeVier Posey, giocatore di football americano statunitense
- 15 marzo - Dave Radrigai, calciatore figiano
- 15 marzo - Konstantin Rausch, ex calciatore russo
- 15 marzo - Fernando Saucedo, calciatore boliviano
- 15 marzo - Mads Stokkelien, ex calciatore norvegese
- 15 marzo - Martin Sus, calciatore ceco
- 15 marzo - Lorenzo Viotti, direttore d'orchestra svizzero
- 15 marzo - Sean Welsh, calciatore scozzese
- 15 marzo - Felix Wiedwald, ex calciatore tedesco
- 16 marzo - Fırat Altunmeşe, attore turco
- 16 marzo - LaSondra Barrett, ex cestista e allenatrice di pallacanestro statunitense
- 16 marzo - Caitlin Bassett, attrice statunitense
- 16 marzo - Alexandre Durimel, calciatore francese
- 16 marzo - Steven Godfroid, ex calciatore belga
- 16 marzo - Pamela Gueli, calciatrice e giocatrice di calcio a 5 italiana
- 16 marzo - Josef Hušbauer, calciatore ceco
- 16 marzo - Constantin Iavorschi, calciatore moldavo
- 16 marzo - Ilimotama Jese, calciatore figiano
- 16 marzo - Wuttichai Masuk, pugile thailandese
- 16 marzo - Hilaire Momi, calciatore centrafricano
- 16 marzo - Leonard Nienhuis, calciatore olandese
- 16 marzo - Pasquale Paolisso, ex cestista italiano
- 16 marzo - Carlo Pinsoglio, calciatore italiano
- 16 marzo - Ionuț Rada, ex calciatore rumeno
- 16 marzo - Madison Riley, attrice statunitense
- 16 marzo - Dāvis Rozītis, cestista lettone
- 16 marzo - Aleksander Solli, ex calciatore norvegese
- 16 marzo - Kiryl Stupak, scacchista bielorusso
- 16 marzo - Zsolt Szokol, calciatore ungherese
- 16 marzo - Vilius Tumalavicius, attore lituano
- 16 marzo - Diego Vallejos, calciatore cileno
- 16 marzo - Boris Vukčević, ex calciatore croato
- 16 marzo - Andre Young, ex cestista statunitense
- 16 marzo - Simon Zebo, rugbista a 15 irlandese
- 17 marzo - Artem Baranovs'kyj, calciatore ucraino
- 17 marzo - Casey Calvert, attrice pornografica, regista e produttrice cinematografica statunitense
- 17 marzo - Xavier Chevrier, fondista di corsa in montagna italiano
- 17 marzo - Marco Crimi, calciatore italiano
- 17 marzo - Abdelhamid El Kaoutari, ex calciatore francese
- 17 marzo - Paola Guarneri, schermitrice italiana
- 17 marzo - Lawrence Guy, giocatore di football americano statunitense
- 17 marzo - Hozier, cantautore e musicista irlandese
- 17 marzo - Anders Kristiansen, ex calciatore norvegese
- 17 marzo - Elton Junior Melo Ataíde, calciatore brasiliano
- 17 marzo - Aderbar Melo dos Santos Neto, calciatore brasiliano
- 17 marzo - Saina Nehwal, giocatrice di badminton indiana
- 17 marzo - Amadaiya Rennie, ex calciatore liberiano
- 17 marzo - Stéphane Richelmi, pilota automobilistico monegasco
- 17 marzo - Greg Stewart, calciatore scozzese
- 17 marzo - Yūta Tamamori, attore giapponese
- 17 marzo - Jessey Voorn, ex cestista olandese
- 17 marzo - Sheanon Williams, ex calciatore statunitense
- 18 marzo - Sriram Balaji, tennista indiano
- 18 marzo - Hervé Bazile, calciatore francese
- 18 marzo - Chakyl Camal, ex nuotatore e imprenditore mozambicano
- 18 marzo - Michael Damgaard, pallamanista danese
- 18 marzo - Donald Djoussé, calciatore camerunese
- 18 marzo - Artak Edigaryan, ex calciatore armeno
- 18 marzo - Ljubomir Gucev, ex calciatore bulgaro
- 18 marzo - Mélinda Hennaoui, pallavolista algerina
- 18 marzo - Lars Hutten, ex calciatore olandese
- 18 marzo - Corey Liuget, giocatore di football americano statunitense
- 18 marzo - Wilson Gonzalez Ochsenknecht, attore e cantante tedesco
- 18 marzo - Mihai Răduț, calciatore rumeno
- 18 marzo - Ines Rau, modella francese
- 19 marzo - Sjarhei Astapčuk, hockeista su ghiaccio bielorusso († 2011)
- 19 marzo - Ivan Banovac, pallanuotista croato
- 19 marzo - Jhony Galli, calciatore uruguaiano
- 19 marzo - Carmelo Lumia, lottatore italiano
- 19 marzo - Christopher Maboulou, calciatore francese († 2021)
- 19 marzo - E.J. Manuel, ex giocatore di football americano statunitense
- 19 marzo - Florian Martin, calciatore francese
- 19 marzo - Emanuel Moreno, calciatore argentino
- 19 marzo - Anders Nilsson, hockeista su ghiaccio svedese
- 19 marzo - Derick Ogbu, ex calciatore nigeriano
- 19 marzo - Dmïtrïý Şomko, calciatore kazako
- 19 marzo - Jonathan Urretaviscaya, calciatore uruguaiano
- 19 marzo - Tavon Wilson, giocatore di football americano statunitense
- 20 marzo - Cédric Amissi, calciatore burundese
- 20 marzo - Bence Demeter, pentatleta ungherese
- 20 marzo - Marcus Denmon, cestista statunitense
- 20 marzo - Tamara Funiciello, politica svizzera
- 20 marzo - Brad Hand, giocatore di baseball statunitense
- 20 marzo - Riikka Hannula, ex calciatrice finlandese
- 20 marzo - Jung Kyung-eun, giocatrice di badminton sudcoreana
- 20 marzo - Charlon Kloof, cestista olandese
- 20 marzo - Illja Kovalenko, calciatore ucraino
- 20 marzo - Jan Kovář, hockeista su ghiaccio ceco
- 20 marzo - Stacy Martin, attrice e ex modella francese
- 20 marzo - Myong Cha-hyon, calciatore nordcoreano
- 20 marzo - Nektaria Panagi, lunghista cipriota
- 20 marzo - Ivan Popov, scacchista russo
- 20 marzo - Marcos Rojo, calciatore argentino
- 20 marzo - Abdoul Sissoko, calciatore francese
- 20 marzo - Jeff Stans, ex calciatore olandese
- 20 marzo - Tessa Violet, cantautrice, attrice e regista statunitense
- 21 marzo - Andrew Albicy, cestista francese
- 21 marzo - Anthony Angély, calciatore francese
- 21 marzo - Erik Bakker, ex calciatore olandese
- 21 marzo - Fabio Baraldi, dirigente sportivo e pallanuotista italiano
- 21 marzo - Alyssa Campanella, modella statunitense
- 21 marzo - Mandy Capristo, cantautrice tedesca
- 21 marzo - Margaux Châtelier, attrice francese
- 21 marzo - Aghvan Davoyan, ex calciatore armeno
- 21 marzo - Yapp Hung Fai, calciatore hongkonghese
- 21 marzo - Emily Infeld, mezzofondista statunitense
- 21 marzo - Anastasija Ivanova, schermitrice russa
- 21 marzo - Blaž Mahkovic, cestista sloveno
- 21 marzo - Martin Maloča, calciatore croato
- 21 marzo - Fernando Meza, calciatore argentino
- 21 marzo - Darius Miller, ex cestista statunitense
- 21 marzo - Šarif Muchammad, calciatore russo
- 21 marzo - Luis Ojeda, calciatore argentino
- 21 marzo - Narges Rashidi, attrice tedesca
- 21 marzo - Ramin Rezaeian, calciatore iraniano
- 21 marzo - Ryosuke Sakazume, pattinatore di short track giapponese
- 21 marzo - Giacomo Sanguinetti, cestista italiano
- 21 marzo - Giuditta Schiavo, dirigente sportivo e ex calciatrice italiana
- 21 marzo - Nicolás Uriarte, pallavolista argentino
- 21 marzo - Irena Vrančić, cestista bosniaca
- 21 marzo - Grayson Waller, wrestler australiano
- 22 marzo - Sophie Caldwell, fondista statunitense
- 22 marzo - Viktor Chorinjak, attore russo
- 22 marzo - Adnan Cirak, giocatore di calcio a 5 e calciatore svedese
- 22 marzo - Javier Eraso, ex calciatore spagnolo
- 22 marzo - Michel Ferreira dos Santos, calciatore brasiliano
- 22 marzo - Gary Glen, ex calciatore scozzese
- 22 marzo - Oliver Hein, ex calciatore tedesco
- 22 marzo - Abdoul Khachkara, allenatore di pallacanestro e ex cestista svizzero
- 22 marzo - Jurij Kolomojec', ex calciatore ucraino
- 22 marzo - Noëp, produttore discografico e cantante estone
- 22 marzo - Lisa Mitchell, cantante e cantautrice australiana
- 22 marzo - Vladimir Nikitin, pugile russo
- 22 marzo - Marcus Svensson, tiratore a volo svedese
- 22 marzo - Saúl Torres, calciatore boliviano
- 23 marzo - Andreas Albers, calciatore danese
- 23 marzo - Jaime Alguersuari, ex pilota automobilistico e disc jockey spagnolo
- 23 marzo - Katarzyna Daleszczyk, calciatrice polacca
- 23 marzo - Ahmed Mohamed El Sayed, calciatore qatariota
- 23 marzo - Miguel Escalona, calciatore cileno
- 23 marzo - Eugenia di York, principessa britannica
- 23 marzo - Wuilito Fernandes, ex calciatore capoverdiano
- 23 marzo - Naz Göktan, attrice e ballerina turca
- 23 marzo - Gordon Hayward, ex cestista statunitense
- 23 marzo - Ignace Iamak, calciatore vanuatuano
- 23 marzo - Oleksandr Il'juščenkov, calciatore ucraino
- 23 marzo - Robert Johansson, saltatore con gli sci norvegese
- 23 marzo - Leonardo Leyva, pallavolista cubano
- 23 marzo - Renan Ribeiro, calciatore brasiliano
- 23 marzo - Patrick Schweiger, ex sciatore alpino austriaco
- 23 marzo - Béla Török, pallanuotista ungherese
- 23 marzo - Adnan Zahirović, calciatore bosniaco
- 24 marzo - Marko Bates, giocatore di football americano e allenatore di football americano serbo
- 24 marzo - Raven Bowens, attrice statunitense
- 24 marzo - Keisha Castle-Hughes, attrice neozelandese
- 24 marzo - Starlin Castro, giocatore di baseball dominicano
- 24 marzo - Kiran Chemjong, calciatore nepalese
- 24 marzo - Isaac Díaz, calciatore cileno
- 24 marzo - Benedikt Doll, ex biatleta tedesco
- 24 marzo - Lacey Evans, wrestler statunitense
- 24 marzo - Fatxullo Fatxulloev, calciatore tagiko
- 24 marzo - Ornel Gega, ex rugbista a 15 italiano
- 24 marzo - Jontron, comico statunitense
- 24 marzo - Izumi Katō, nuotatrice giapponese
- 24 marzo - Billy Ketkeophomphone, calciatore francese
- 24 marzo - Levan Mch'edlidze, ex calciatore georgiano
- 24 marzo - Marcos Miers, calciatore paraguaiano
- 24 marzo - Cleo Sol, cantautrice britannica
- 24 marzo - Dominique Provost-Chalkley, artista britannica
- 24 marzo - Anthony Prymack, schermidore canadese
- 24 marzo - Soroush Rafiei, calciatore iraniano
- 24 marzo - Pico Rama, cantante italiano
- 24 marzo - Sequiel Sánchez, pallavolista portoricano
- 24 marzo - Danny Trevathan, giocatore di football americano statunitense
- 24 marzo - Yūki Ōtsu, ex calciatore giapponese
- 25 marzo - Mehmet Ekici, ex calciatore tedesco
- 25 marzo - Yvan Erichot, ex calciatore francese
- 25 marzo - Alexander Esswein, calciatore tedesco
- 25 marzo - Kiowa Gordon, attore statunitense
- 25 marzo - Josué Martínez, calciatore costaricano
- 25 marzo - Tom Pettersson, calciatore svedese
- 25 marzo - Lorenzo Richelmy, attore italiano
- 25 marzo - Anna Svendsen, fondista norvegese
- 25 marzo - Sergej Vikulov, giocatore di calcio a 5 russo
- 25 marzo - Raúl Ruiz Matarín, calciatore spagnolo
- 25 marzo - Maksim Čudinov, hockeista su ghiaccio russo
- 26 marzo - Uini Atonio, rugbista a 15 neozelandese
- 26 marzo - Hanno Behrens, ex calciatore tedesco
- 26 marzo - Sarah Menezes, judoka brasiliana
- 26 marzo - Carly Chaikin, attrice statunitense
- 26 marzo - Choi Woo-shik, attore sudcoreano
- 26 marzo - Annamari Danča, ex snowboarder ucraina
- 26 marzo - Patrick Ekeng, calciatore camerunese († 2016)
- 26 marzo - French Kiwi Juice, polistrumentista francese
- 26 marzo - Federico Grabich, nuotatore argentino
- 26 marzo - Matteo Guidicelli, cantante e attore filippino
- 26 marzo - Kyle O'Quinn, cestista statunitense
- 26 marzo - Romain Saïss, calciatore francese
- 26 marzo - Yūya Takaki, cantante e attore giapponese
- 26 marzo - Pilip Vajcjachovič, ex calciatore bielorusso
- 26 marzo - Xiumin, cantante e attore sudcoreano
- 26 marzo - Yūya Yagira, attore giapponese
- 27 marzo - Amir Abrashi, calciatore svizzero
- 27 marzo - Jonas Baumann, ex fondista svizzero
- 27 marzo - Taylor Benjamin, ex calciatore canadese
- 27 marzo - Fernando Brandán, calciatore argentino
- 27 marzo - Lukács Bőle, calciatore ungherese
- 27 marzo - Roger Cañas, calciatore colombiano
- 27 marzo - Leandro Chichizola, calciatore argentino
- 27 marzo - Erdin Demir, ex calciatore svedese
- 27 marzo - Stefan Ilić, allenatore di hockey su ghiaccio e ex hockeista su ghiaccio serbo
- 27 marzo - Joselu, calciatore spagnolo
- 27 marzo - Michelle Karvinen, hockeista su ghiaccio finlandese
- 27 marzo - Kimbra, cantautrice neozelandese
- 27 marzo - Fredy, calciatore angolano
- 27 marzo - Nicolas Nkoulou, calciatore camerunese
- 27 marzo - Jake Odorizzi, giocatore di baseball statunitense
- 27 marzo - Meelis Peitre, calciatore estone
- 27 marzo - Luís Miguel Pinheiro Andrade, calciatore portoghese
- 27 marzo - Facundo Píriz, calciatore uruguaiano
- 27 marzo - Antonino Ragusa, calciatore italiano
- 27 marzo - Henry Sims, cestista statunitense
- 27 marzo - João Soares, cestista portoghese
- 27 marzo - Natalia Sánchez, attrice spagnola
- 27 marzo - Kōstas Theodōropoulos, calciatore greco
- 27 marzo - Giovanbattista Venditti, ex rugbista a 15 italiano
- 27 marzo - Mateusz Zachara, calciatore polacco
- 27 marzo - Luca Zuffi, calciatore svizzero
- 28 marzo - Arslanmyrat Amanow, calciatore turkmeno
- 28 marzo - Michail Antonio, calciatore giamaicano
- 28 marzo - Joe Bennett, calciatore inglese
- 28 marzo - Ekaterina Bobrova, ex danzatrice su ghiaccio russa
- 28 marzo - Mona Brorsson, ex biatleta svedese
- 28 marzo - Tony Cascio, ex calciatore statunitense
- 28 marzo - Kalen Damessi, ex calciatore togolese
- 28 marzo - Francesca Gentili, pallavolista italiana
- 28 marzo - Laura Harrier, attrice e modella statunitense
- 28 marzo - Desmond Holloway, cestista statunitense
- 28 marzo - Dimitry Imbongo, calciatore congolese (Repubblica Democratica del Congo)
- 28 marzo - Mary-Jess Leaverland, cantautrice britannica
- 28 marzo - Dok2, rapper sudcoreano
- 28 marzo - Marcelo Gil Fernando, calciatore brasiliano
- 28 marzo - Luca Marrone, calciatore italiano
- 28 marzo - Yeimily Mojica, pallavolista portoricana
- 28 marzo - Tarah Murrey, pallavolista statunitense
- 28 marzo - Romain Métanire, calciatore malgascio
- 28 marzo - Alexi Pappas, mezzofondista e siepista statunitense
- 28 marzo - Fabrício dos Santos Messias, calciatore brasiliano
- 29 marzo - Kimberly Alkemade, atleta paralimpica olandese
- 29 marzo - Pablo Bertone, cestista argentino
- 29 marzo - Timothy Chandler, calciatore tedesco
- 29 marzo - Joris Delle, calciatore francese
- 29 marzo - Sindre Ek, giocatore di calcio a 5 e calciatore norvegese
- 29 marzo - Yassine El Kharroubi, ex calciatore francese
- 29 marzo - Fabio Felline, ex ciclista su strada italiano
- 29 marzo - Orgest Gava, calciatore albanese
- 29 marzo - Simone Guarany, attore italiano
- 29 marzo - Tony Jerod-Eddie, giocatore di football americano statunitense
- 29 marzo - Johnathan Aparecido da Silva, ex calciatore brasiliano
- 29 marzo - Wilson Kamavuaka, calciatore tedesco
- 29 marzo - Moritz Lanegger, cestista austriaco
- 29 marzo - Travis Leslie, cestista statunitense
- 29 marzo - Mirlan Murzaev, calciatore kirghiso
- 29 marzo - Christopher Patte, pentatleta francese
- 29 marzo - Carlos Alberto Peña, calciatore messicano
- 29 marzo - Teemu Pukki, calciatore finlandese
- 29 marzo - Justin Quiles, cantante statunitense
- 29 marzo - Ren, rapper britannico
- 29 marzo - Fivio Foreign, rapper e cantautore statunitense
- 29 marzo - Chrīstos Saloustros, cestista greco
- 29 marzo - Ueli Schnider, fondista svizzero
- 29 marzo - Elia Silvestri, ciclocrossista e mountain biker italiano
- 29 marzo - Kasey Smith, cantante irlandese
- 29 marzo - Dar'ja Stoljarova, pallavolista russa
- 29 marzo - Gary Talton, cestista statunitense
- 29 marzo - Lyle Taylor, calciatore montserratiano
- 30 marzo - Ahmed Abed, calciatore israeliano
- 30 marzo - Timur Baýjanov, calciatore kazako
- 30 marzo - Alaina Bergsma, pallavolista statunitense
- 30 marzo - Michal Březina, ex pattinatore artistico su ghiaccio ceco
- 30 marzo - Corey Cott, attore e cantante statunitense
- 30 marzo - Andrés Desábato, calciatore argentino
- 30 marzo - Leandro Luis Desábato, calciatore argentino
- 30 marzo - Fabricio Fontanini, ex calciatore argentino
- 30 marzo - Julia Ford, ex sciatrice alpina statunitense
- 30 marzo - Allie Gonino, attrice e cantante statunitense
- 30 marzo - Kristopher Johnson, pallavolista statunitense
- 30 marzo - Leonard Johnson, giocatore di football americano statunitense
- 30 marzo - Hiroki Kawano, calciatore giapponese
- 30 marzo - Lee Gi-kwang, cantante, attore e ballerino sudcoreano
- 30 marzo - Mikel Leshoure, giocatore di football americano statunitense
- 30 marzo - Liliu, calciatore brasiliano
- 30 marzo - Merveille Lukeba, attore della Repubblica Democratica del Congo
- 30 marzo - Emmanuel Mendy, ex calciatore senegalese
- 30 marzo - Mattia Minesso, calciatore italiano
- 30 marzo - Eleonora Prost, calciatrice italiana
- 30 marzo - Juankar, calciatore spagnolo
- 30 marzo - Rola, modella e personaggio televisivo giapponese
- 30 marzo - Cassie Scerbo, attrice e cantante statunitense
- 30 marzo - Ádám Simon, calciatore ungherese
- 30 marzo - András Simon, calciatore ungherese
- 30 marzo - Agostinho Soares, calciatore guineense
- 30 marzo - Rodney Strasser, calciatore sierraleonese
- 30 marzo - Bruno Taffy, giocatore di calcio a 5 brasiliano
- 30 marzo - Thomas Rhett, cantautore e paroliere statunitense
- 31 marzo - Jerónimo Amione, ex calciatore messicano
- 31 marzo - Bang Yong-guk, cantante, compositore e rapper sudcoreano
- 31 marzo - Kylie Bisutti, modella statunitense
- 31 marzo - Vojin Ćaćić, pallavolista montenegrino
- 31 marzo - Stu Douglass, ex cestista statunitense
- 31 marzo - George Iloka, giocatore di football americano statunitense
- 31 marzo - Juan Imbert, calciatore argentino
- 31 marzo - Vasilīs Lampropoulos, calciatore greco
- 31 marzo - Jemma Lowe, ex nuotatrice britannica
- 31 marzo - Giorgi Mak'aridze, calciatore georgiano
- 31 marzo - Lyra McKee, giornalista e attivista nordirlandese († 2019)
- 31 marzo - Balázs Megyeri, calciatore ungherese
- 31 marzo - Jesse Niemi, cestista finlandese
- 31 marzo - María Peláe, cantautrice spagnola
- 31 marzo - Afonso Reis Cabral, scrittore portoghese
- 31 marzo - Sandra Roma, tennista svedese
- 31 marzo - Zīsīs Sarikopoulos, cestista greco
- 31 marzo - Thomas Jefferson Smith, calciatore inglese
- 31 marzo - Morten Sundli, ex calciatore norvegese
- 31 marzo - Bianca Walter, pattinatrice di short track tedesca
- 31 marzo - Dino Williams, ex calciatore giamaicano